# アメリカ連合国国務長官
アメリカ連合国国務長官（あめりかれんごうこくこくむちょうかん、Confederate States Secretary of State）は、アメリカ連合国国務省の長である。アメリカ連合国大統領が指名し、連合国議会の承認によって任命される。
アメリカ連合国が建国した1861年から消滅した1865年まで、国務長官にはロバート・トゥームズ、ロバート・ハンター、ジュダ・ベンジャミンの3人が就任した。

## 歴代国務長官
| # | 画像                                         | 氏名                                         | 在任期間      | 在任期間      | 大統領                     |
| # | 画像                                         | 氏名                                         | 着任          | 退任          | 大統領                     |
| - | -------------------------------------------- | -------------------------------------------- | ------------- | ------------- | -------------------------- |
| 1 | ロバート・トゥームズ                         | ロバート・トゥームズ                         | 1861年2月25日 | 1861年7月25日 | ジェファーソン・デイヴィス |
| 2 | ロバート・マーサー・タリアフェロー・ハンター | ロバート・マーサー・タリアフェロー・ハンター | 1861年7月25日 | 1862年2月1日  | ジェファーソン・デイヴィス |
|   | ウィリアム・モンタギュー・ブラウン           | ウィリアム・モンタギュー・ブラウン（代行）   | 1862年2月1日  | 1862年3月18日 | ジェファーソン・デイヴィス |
| 3 | ジュダ・ベンジャミン                         | ジュダ・ベンジャミン                         | 1862年3月18日 | 1865年5月10日 | ジェファーソン・デイヴィス |